# Jan van der Wiel
Jan van der Wiel (Breda, 31 mei 1882 - Den Haag, 24 november 1962) was een Nederlands schermer en militair. Hij nam driemaal deel aan de Olympische Spelen en won hierbij in totaal twee medailles.
Van der Wiel nam deel aan de Olympische Zomerspelen in 1920, 1924 en 1928. Met het Nederlands team won hij in 1920 en 1924 een bronzen medaille op het onderdeel sabel.